# La Capitana (novela)
La Capitana es el título de una novela de la escritora argentina Elsa Osorio, publicada en el año 2012 en España (Siruela), en América Latina "Mika" (Seix Barral), en Italia "La miliziana" (Guanda), en Alemania "Die Capitana" (Suhrkamp), en los Países Bajos "Mika" (Ambo-Anthos).

## Argumento
La novela nos narra la historia de la activista política argentina Mika Feldman de Etchebéhère (1902-1992), conocida por el sobrenombre de La Capitana pues fue la única mujer extranjera que alcanzó ese grado militar en el ejército republicano durante la guerra civil española, al mando de una compañía del POUM. Aunque se nos cuentan otros hechos de su vida (su infancia en el seno de una familia judía emigrada desde Rusia, sus estudios universitarios y su iniciación política, sus viajes por la Patagonia y por Europa en los años 20 y su retiro en París desde 1945 hasta su muerte), el núcleo central de la novela narra sus episodios primero como miliciana y luego como capitana en los frentes de Atienza (donde morirá su marido, el también argentino Hipólito Etchebéhère), Sigüenza, Madrid, Pineda de Húmera y Cerro del Águila. Su brillante carrera militar cesa bruscamente en abril del 37 cuando es detenida en Madrid acusada de trotsquista y enemiga de la República. Aunque es pronto liberada gracias a la ayuda de sus amigos, nunca más se le permitirá volver a las trincheras ni a participar en ninguna actividad militar. Ahí se acaban sus años de gloria.

## Técnica
La novela está construida a la manera de caleidoscopio: empieza en un episodio central de su actividad militar, el de la defensa de la ciudad de Sigüenza, y de manera (solo) aparentemente anárquica se nos van narrando otros episodios de su vida, engarzados todos ellos por los diversos combates en los que participó durante la Guerra Civil. El lector va reconstruyendo la vida del personaje como si fuera un rompecabezas, que culmina en el último capítulo con la reconstrucción de la muerte de su marido en el asedio a la ciudad de Atienza.
De la misma manera, la autora utiliza diversas voces narrativas para dibujar al personaje y su entorno: unas veces son fragmentos de sus escritos o de sus cartas, otras, testimonios de personas que la conocieron y trataron en diversos momentos de su vida. A veces a la narración en tercera persona se suma la primera persona de una mujer (Enma) que está en la trinchera junto a ella. En fin, otras veces es la propia narradora quien se introduce en el texto en un diálogo imposible con el personaje. Todo ello contribuye a enriquecer el acercamiento a la figura de La Capitana.

## Significación
La guerra civil española no deja de ser un tema novelesco recurrente pasados ya más de setenta años de su final. Esta novela descubre a la mayoría de los lectores una figura prácticamente desconocida y nos la devuelve llena vitalidad y fuerza. Al margen de la figura de Mika, dos temas esenciales destacan en la novela: el idealismo de miles de jóvenes que vinieron a España a dar sus vidas en defensa de las libertades y contra el fascismo y las luchas internas entre comunistas y trotskistas, uno de los episodios más tristes de la guerra civil en el campo republicano